# کیویونلیکه‌ان
کیویونلیکه‌ان (روسی: Кюёнэликээн) یک رودخانه در استان یاقوتستان کشور روسیه است.